# Rza Tahmasib
Rza Tahmasib (en azerí: Rza Təhmasib) fue actor, director de cine y de escena de Azerbaiyán.

## Biografía
Rza Tahmasib nació en 1894 en Najicheván. Él recibió su educación primaria en la escuela Maktab-i Tarbiyya y aprendió los idiomas ruso, persa y árabe. 
En 1910, a la edad de 16, comenzó a trabajar en troupe “Unión de actores musulmanes” como actor y  director de escena en Tiflis. Rza Tahmasib también fue director del Teatro Académico Estatal de Drama de Azerbaiyán.
En 1933 fue invitado por Serguéi Eisenstein a Moscú para estudiar dirección de cine en la Universidad Panrusa Guerásimov de Cinematografía. Él también trabajó en Azerbaijanfilm y enseñó en la Universidad Estatal de Cultura y Arte de Azerbaiyán y la Academia de Música de Bakú.
Rza Tahmasib murió en 1980 en Bakú y fue enterrado en el Callejón de Honor.

## Premios y títulos
- Artista de Honor de la RSS de Azerbaiyán (1946)
- Orden de Stalin (1946)
- Premio Estatal de la Unión Soviética
- Artista del Pueblo de la RSS de Azerbaiyán (1964)
- Orden de la Insignia de Honor